# Sula (género)
Sula é um género de aves Suliformes (antes Pelecaniformes), pertencentes à família Sulidae. O grupo inclui seis espécies de atobás e gansos-patola.
São aves de porte médio, com asas longas e pontiagudas, adaptadas para um voo rápido e ágil. O bico é longo e pontiagudo. Os atobás e gansos-patola alimentam-se de peixes, que pescam através de mergulhos a pique, directamente sobre a presa. Se for caso disso, estas aves podem perseguir o peixe debaixo de água por alguns metros. Estas aves possuem bolsas de ar faciais, que ajudam a amortecer o choque do mergulho no momento de entrada na água.
Os atobás e gansos-patola nidificam em ilhas oceânicas ou nos litorais continentais. Cada postura contém um ou mais ovos baços de cor azulada. O ninho é construído directamente sobre o solo ou num ramo de árvore. 
Estas aves são relativamente mansas e podem aproximar-se do homem. Dada esta característica, há diversos relatos de marinheiros naufragados que conseguiram capturar atobás que pousaram inadvertidamente ao seu alcance. O Capitão William Bligh sobreviveu assim, depois do Motim na Bounty.
O registo fóssil indica que o género Sula existe desde o Miocénico.

## Espécies
- Ganso patola de pés azuis, Sula nebouxii
- Atobá peruano, Sula variegata
- Atobá grande, Sula dactylatra
- Atobá de nazca, Sula granti
- Atobá de patas vermelhas, Sula sula
- Atobá pardo, Sula leucogaster